# Diocophora spinifemorata
Diocophora spinifemorata är en tvåvingeart som först beskrevs av Malloch 1912.  Diocophora spinifemorata ingår i släktet Diocophora och familjen puckelflugor.
Artens utbredningsområde är Jamaica. Inga underarter finns listade i Catalogue of Life.